# Lijst van voetbalinterlands Brazilië - Slowakije
Deze lijst van voetbalinterlands is een overzicht van alle officiële voetbalwedstrijden tussen de nationale teams van Brazilië en Slowakije. De landen speelden tot op heden een keer tegen elkaar, een vriendschappelijke wedstrijd op 22 februari 1995 in Fortaleza.

## Wedstrijden
| № | Plaats    | Datum            | Competitie        | Wedstrijd            | Uitslag |
| - | --------- | ---------------- | ----------------- | -------------------- | ------- |
| 1 | Fortaleza | 22 februari 1995 | Vriendschappelijk | Brazilië – Slowakije | 5 – 0   |

## Samenvatting
| Competitie        | Totaal gespeeld | Winst Brazilië | Gelijk | Winst Slowakije | Doelsaldo Brazilië – Slowakije |
| ----------------- | --------------- | -------------- | ------ | --------------- | ------------------------------ |
| Vriendschappelijk | 1               | 1              | 0      | 0               | 5 − 0                          |
| Totaal            | 1               | 1              | 0      | 0               | 5 − 0                          |

Wedstrijden bepaald door strafschoppen worden, in lijn met de FIFA, als een gelijkspel gerekend.

## Details

### Eerste ontmoeting
| Vriendschappelijk (Fortaleza, Brazilië, 22 februari 1995):                                                                  |              | |
| Brazilië | 5 – 0        | Slowakije |
| Luciano Souza 45' Bebeto 68' Túlio 77' Márcio Santos 87' Bebeto 90'                                                         | goals        | |
| Mário Zagallo | bondscoach   | Jozef Vengloš |
| Claudio Taffarel Cafú Aldair 77' Márcio Santos Branco 69' Leandro Dunga Luciano Souza 77' Juninho Paulista Bebeto Sávio 69' | opstellingen | Ladislav Molnár Tomáš Stúpala Dušan Tittel Marián Zeman Vladimír Kinder Róbert Tomaschek 59' Vladimír Weiss 87' Július Šimon Ivan Kozák Vladislav Zvara 77' Ľubomir Luhový |
| André Luiz 69' Túlio 69' Ricardo Rocha 77' Yan 77'                                                                          | wissels      | 59' Marek Ujlaky 77' Pavol Gostič 87' Viliam Hyravý |
| | rode kaarten | 58' Marián Zeman |